# (2852) Declercq
(2852) Declercq (1981 QU2) – planetoida z grupy pasa głównego asteroid okrążająca Słońce w ciągu 4,65 lat w średniej odległości 2,78 j.a. Odkryta 23 sierpnia 1981 roku.